# Højdeskræk
Højdeskræk er en dansk kortfilm fra 2005 med instruktion og manuskript af Jacob Tschernia.

## Handling
En film om præstationsangst i elitesport. Filmen handler om en ung mand, Thomas, der under en udspringskonkurrence i en svømmehal kikser et enkelt udspring. Thomas er klubbens stjerne og store håb, og det er derfor ikke kun et nederlag for ham selv, men også for klubben, træneren og hans ambitiøse forældre. Hans fejlslagne udspring betyder, at hans klub taber konkurrencen, hvis ikke Thomas' sidste udspring i konkurrencen er perfekt, og det lægger et voldsomt pres på den unge mand. Men mens Thomas på det yderste af vippen forsøger at samle mod til det endelige afgørende spring, ser han sig selv i øjnene som 8-årig, en konfrontation med sig selv, sin far og hans ambitioner, og han får dermed kraften til at overvinde sin egen angst for at fejle.

## Medvirkende
- Kristian Leth - Thomas
- Lars Bom - Thomas' træner
- Erik Holmey - Far
- Jeanne Boel - Mor
- Jon Lange - Kåre
- Jens Jørn Spottag - Kåres træner
- Dennis Haladyn - Svømmer
- Per Bang Thomsen - Janus
- Randy Fryd - Tilskuer
- Sanne Juul Bojko - Tilskuer
- Dennis Grønvold - Tilskuer
- Morten B. Petersen - Tilskuer